# Marvin Allen
Marvin Allen é um jogador profissional de futebol americano inglês que foi campeão da temporada de 2008 da National Football League jogando pelo Pittsburgh Steelers.